# Högskolan i Jönköping

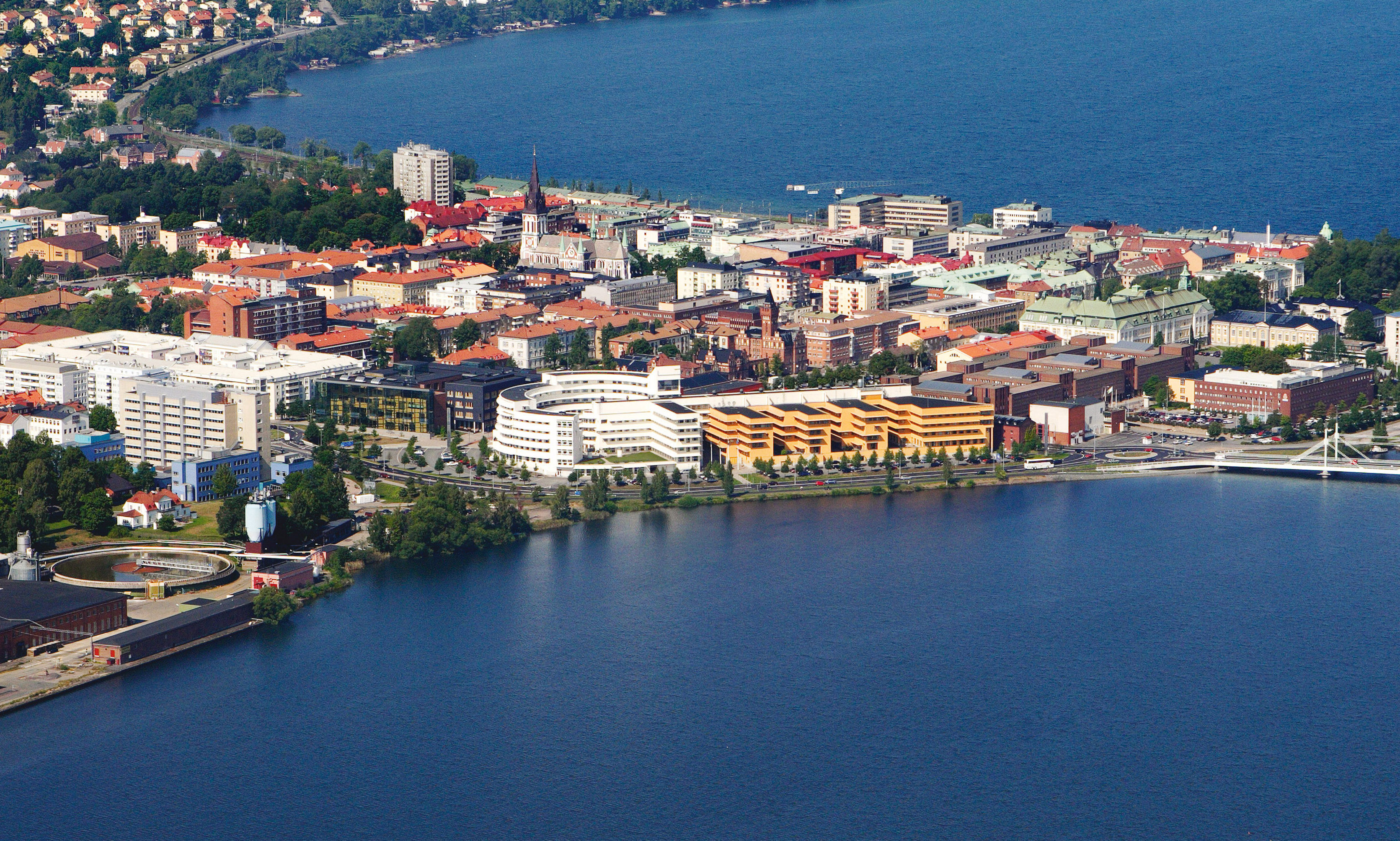
Högskolan i Jönköping 2016

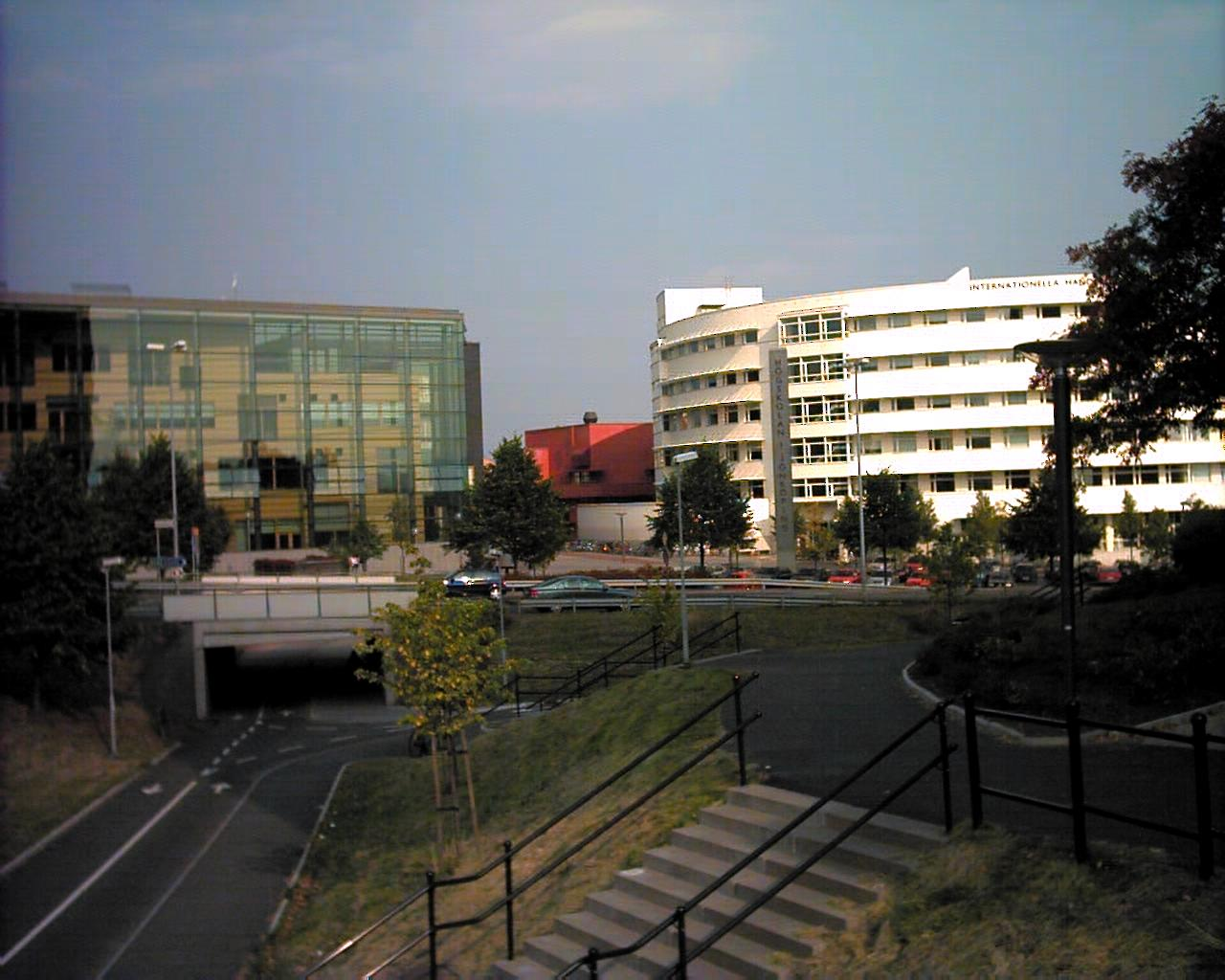
Institutionsbyggnader.

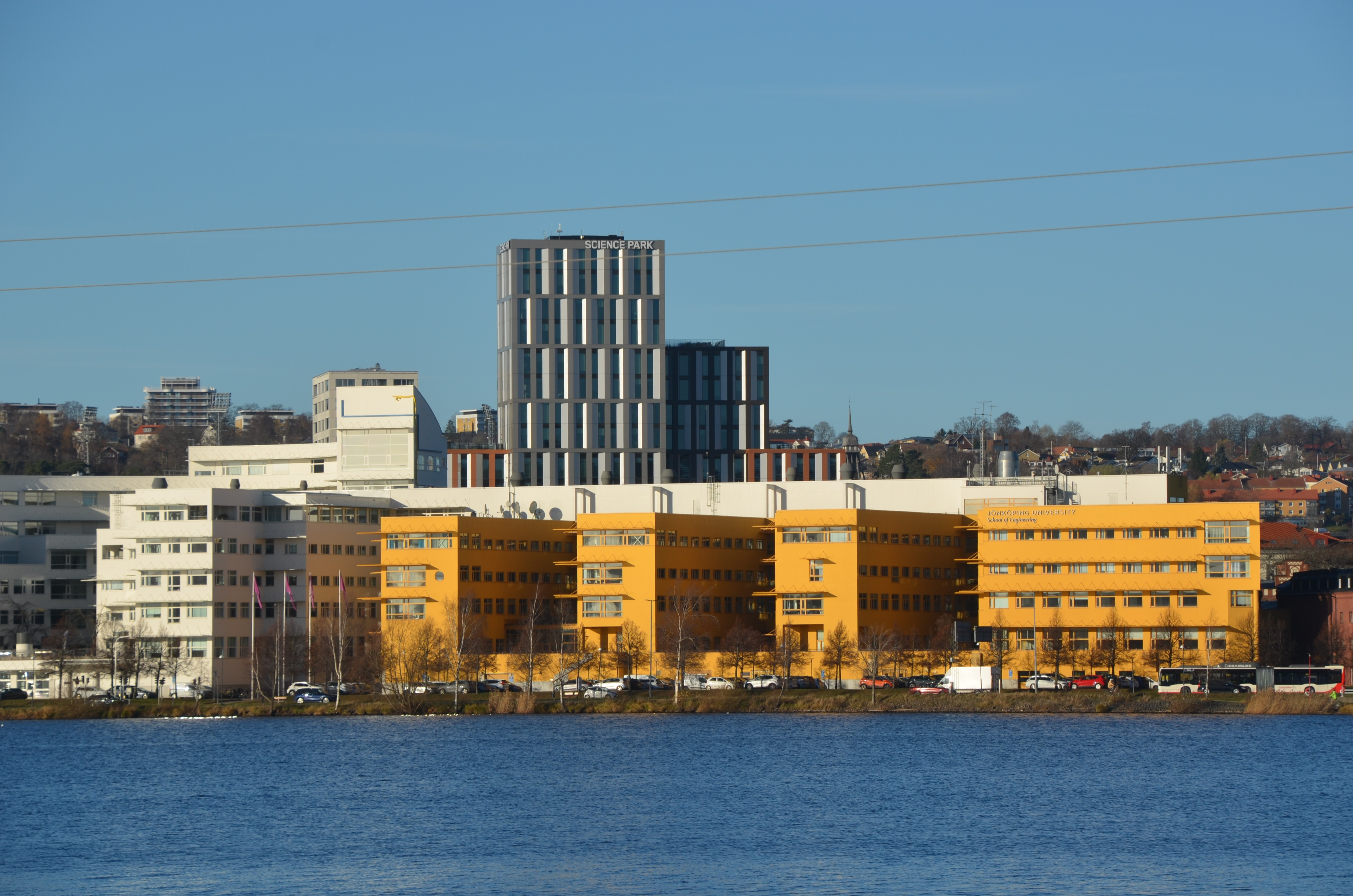
Tekniska högskolan

Högskolan i Jönköping är en svensk stiftelseägd högskola i Jönköping. Högskolan saknar universitetsstatus, men de använder namnet Jönköping University. Högskolan i Jönköping har rätt att utfärda examina på grundnivå, avancerad nivå och forskarutbildningsnivå i vissa ämnen. Lärosätet är organiserat som en icke-vinstdrivande koncern med Stiftelsen Högskolan i Jönköping som moderorganisation och sex helägda dotterbolag: Hälsohögskolan, Högskolan för lärande och kommunikation, Jönköping International Business School, Tekniska Högskolan, Högskoleservice och Jönköping University Enterprise. Högskolan har 350 partneruniversitet i 100 olika länder.
Jönköping Universitys vision People First "kommunicerar en ambition att i alla beslut, processer och aktiviteter inkludera ett människoorienterat perspektiv." För lärosätet innebär detta att studenter, medarbetare och det omgivande samhället står i centrum för verksamheten. Visionen realiseras genom att samtliga bolag inom JU tar fram mål, indikatorer och processer för uppföljning inom fem målområden: hållbarhet och arbetsmiljö, utbildning, forskning, internationalisering och samverkan.

## Historik
År 1897 utexaminerades de första sjuksköterskeeleverna i Jönköping av Landstinget i Jönköpings län. År 1947 inrättades ett folkskoleseminarium och 1963 startade ett förskoleseminarium i staden. En högskola bildades i Jönköping i samband med högskoleformen 1977. Denna ombildades till stiftelsehögskola av Sveriges regering 1994. Sedan 2015 använder lärosätet även i svenskspråkiga sammanhang namnet Jönköping University, men är även fortsättningsvis en högskola. Språkrådet anmälde med hänvisning till språklagen i juni 2016 högskolan till Justitieombudsmannen för varumärkesbytet då de anser att ger fel signaler när viktiga institutioner ges namn på engelska. Ärendet lades ner med hänvisning till att namnbytet inte står under JO:s tillsyn.

### Rektorer
- 1977–1982: Yngve Glennow
- 1982–1990: Ingvar Törnqvist (tillförordnad 1982-1983, därefter ordinarie)
- 1986–1988: Nils Gruvberger (vikarierande på deltid)
- 1990: Agne Boeryd (tillförordnad)
- 1990–1993: Lars Amtén
- 1993–1994: Agne Boeryd (tillförordnad)
- 1994–2004: Clas Wahlbin
- 2004–2009: Thomas Andersson
- 2009–2017: Anita Hansbo (tillförordnad 2009-2010, därefter ordinarie)[7]
- 2017: Mats Jägstam (tillförordnad)
- 2017–2024: Agneta Marell
- 2024–: Måns Svensson

## Organisation
Högskolan i Jönköping ägs av Stiftelsen Högskolan i Jönköping. Högskolan är en enskild utbildningsanordnare, det vill säga en utbildningsanordnare som ägs och drivs av en annan aktör än staten och har av regeringen beviljats examensrätt.
Utbildning och forskning bedrivs inom fyra fackhögskolor:
- Hälsohögskolan
- Högskolan för lärande och kommunikation
- Jönköping International Business School
- Tekniska Högskolan

## Studentkår
På högskolan i Jönköping krävs medlemskap i den centrala studentkåren Jönköping Student Union. Varje fackhögskola har i sin tur varsin fackstudentkår (association).
Fackstudentkårer:
- LOK - Lärande och Kommunikation
- Hälsosektion
- JSA - JIBS Student Association
- HI TECH

### Overallfärger
| Färg | Färg   | Studerandeförening/Fackhögskola                                                |
| ---- | ------ | ------------------------------------------------------------------------------ |
|      | Cerise | Jönköpings studentkår/Student Union                                            |
|      | Vit    | Hälsosektion - Hälsohögskolan                                                  |
|      | Röd    | LOK - HLK/Högskolan för lärande och kommunikation (Pedagogstudenter)           |
|      | Blå    | LOK - HLK/Högskolan för lärande och kommunikation (MKV-, IA- och HR-studenter) |
|      | Grön   | JSA - JIBS/Jönköping International Business School                             |
|      | Gul    | HI TECH - JTH/Jönköpings tekniska högskola                                     |
|      | Svart  | Qult - Högskolan i Jönköpings inofficiella reseförening                        |

## Utbildning
På Högskolan i Jönköping finns cirka 80 program/inriktningar och runt 200 fristående kurser inom hälsa, vård och socialt arbete, undervisning och medie- och kommunikationsvetenskap, teknik, naturvetenskap och ingenjörsvetenskap samt ekonomi, juridik och informatik. Samtliga utbildningar förbereder studenter för att verka i ett internationellt sammanhang.

## Högskolepedagogiskt center
2022, etablerade Jönköping University ett nytt högskolepedagogiskt center genom Rektorsbeslut § 958. Det högskolepedagogiska centrets mål och syfte är att "driva utvecklingen av akademisk undervisning och lärande vid Jönköping University framåt på ett antal sätt: Educate-webben; kontinuerlig rådgivning; kurser, seminarier och verkstäder; undervisningslabb, och som kontaktpunkt för internationella, nationella och regionala partners vid JU inom området undervisning och lärande inom högre utbildning." Namnet på centret är på engelska: Educator Center for Academic Teaching and Learning, vilket förkortas till akronymen EDUCATE. I och med etableringen av EDUCATE är det första gången som lärare och annan personal på Högskolan i Jönköping har tillgång till kurser, seminarier, verkstäder och professionell rådgivning från en gemensam, delad, resurs mellan de olika skolorna vid Högskolan i Jönköping. Tidigare organiserades kurser i högskolepedagogik framförallt av Högskolan för Lärande och Kommunikation.  I slutet av 2022, lanserade EDUCATE en extern webbsida för att underlätta åtkomst till aktiviteter för lärare, annan personal och externa användare. 

## Forskning
Högskolan har examensrätt för forskarutbildning inom vetenskapsområdet humaniora-samhällsvetenskap. Inom teknik får högskolan utfärda licentiatexamen och doktorsexamen inom examensområdet Industriell produktframtagning med de tre tekniska forskarutbildningsämnena maskinkonstruktion, material och tillverkningsprocesser samt produktionssystem. Fokus inom forskning är entreprenörskap, ägande och förnyelse; industriell produktframtagning i samverkan, särskilt tillämpningar i tillverkande företag och näraliggande tjänsteföretag; bevarande och återskapande av individers hälsa, välbefinnande och välfärd; och lärandet och kommunikationens villkor. Högskolans första professorer installerades 1995, och högskolans första egna doktorer promoverades 2000. Högskolan i Jönköping bedriver även uppdragsutbildning samt ger även förberedande utbildningsprogram för internationella studenter genom Pathway programmes.

## Ackrediteringar
Jönköping International Business School är ackrediterad av  EQUIS (European Quality Improvement System),  AACSB och AMBA (The Association of MBAs). Så kallad trippelackreditering, eller ”Triple Crown”, innebär att en handelshögskola är ackrediterad av tre av de mest prestigefyllda internationella ackrediteringsorganen: AACSB, AMBA och EQUIS. 
Globalt är det endast 135 handelshögskolor som har uppnått denna trippelackreditering, och i Sverige är det bara tre lärosäten som delar denna utmärkelse.